# 2021-es Formula–1 São Pauló-i nagydíj
A são paulo-i nagydíj a 2021-es Formula–1 világbajnokság tizenkilencedik futama, amelyet 2021. november 12. és november 14. között rendeztek meg az Autódromo José Carlos Pace versenypályán, São Paulóban.

## Választható keverékek
| Abroncs              | Friss | Használt |
| -------------------- | ----- | -------- |
| Kemény keverék (C2)  |       |          |
| Közepes keverék (C3) |       |          |
| Lágy keverék (C4)    |       |          |
| Átmeneti esőgumi (I) |       |          |
| Teljes esőgumi (W)   |       |          |

## Szabadedzések

### Első szabadedzés
A são paulo-i nagydíj első szabadedzését november 12-én, pénteken tartották meg, magyar idő szerint 16:30-tól.
| helyezés | versenyző          | csapat/motor          | elért idő | különbség | futott kör |
| -------- | ------------------ | --------------------- | --------- | --------- | ---------- |
| 1        | Lewis Hamilton     | Mercedes              | 1:09,050  | –         | 31         |
| 2        | Max Verstappen     | Red Bull-Honda        | 1:09,417  | +0,367    | 22         |
| 3        | Sergio Pérez       | Red Bull-Honda        | 1:09,492  | +0,442    | 28         |
| 4        | Valtteri Bottas    | Mercedes              | 1:09,567  | +0,517    | 30         |
| 5        | Pierre Gasly       | AlphaTauri-Honda      | 1:09,880  | +0,830    | 32         |
| 6        | Carlos Sainz Jr.   | Ferrari               | 1:10,124  | +1,074    | 31         |
| 7        | Charles Leclerc    | Ferrari               | 1:10,142  | +1,092    | 32         |
| 8        | Esteban Ocon       | Alpine-Renault        | 1:10,145  | +1,095    | 27         |
| 9        | Fernando Alonso    | Alpine-Renault        | 1:10,201  | +1,151    | 26         |
| 10       | Lance Stroll       | Aston Martin-Mercedes | 1:10,352  | +1,302    | 27         |
| 11       | Cunoda Júki        | AlphaTauri-Honda      | 1:10,374  | +1,324    | 33         |
| 12       | Sebastian Vettel   | Aston Martin-Mercedes | 1:10,413  | +1,363    | 28         |
| 13       | Kimi Räikkönen     | Alfa Romeo-Ferrari    | 1:10,443  | +1,393    | 31         |
| 14       | Antonio Giovinazzi | Alfa Romeo-Ferrari    | 1:10,587  | +1,537    | 31         |
| 15       | Lando Norris       | McLaren-Mercedes      | 1:10,610  | +1,560    | 27         |
| 16       | Mick Schumacher    | Haas-Ferrari          | 1:10,885  | +1,835    | 27         |
| 17       | Nicholas Latifi    | Williams-Mercedes     | 1:10,902  | +1,852    | 23         |
| 18       | George Russell     | Williams-Mercedes     | 1:10,938  | +1,888    | 24         |
| 19       | Daniel Ricciardo   | McLaren-Mercedes      | 1:10,990  | +1,940    | 25         |
| 20       | Nyikita Mazepin    | Haas-Ferrari          | 1:11,342  | +2,292    | 28         |

### Második szabadedzés
A são paulo-i nagydíj második szabadedzését november 13-án, szombaton tartották meg, magyar idő szerint 16:00-tól.
| helyezés | versenyző          | csapat/motor          | elért idő | különbség | futott kör |
| -------- | ------------------ | --------------------- | --------- | --------- | ---------- |
| 1        | Fernando Alonso    | Alpine-Renault        | 1:11,238  | –         | 23         |
| 2        | Max Verstappen     | Red Bull-Honda        | 1:12,102  | +0,864    | 26         |
| 3        | Valtteri Bottas    | Mercedes              | 1:12,355  | +1,117    | 24         |
| 4        | Esteban Ocon       | Alpine-Renault        | 1:12,407  | +1,169    | 26         |
| 5        | Lewis Hamilton     | Mercedes              | 1:12,741  | +1,503    | 25         |
| 6        | Sergio Pérez       | Red Bull-Honda        | 1:12,903  | +1,665    | 29         |
| 7        | Antonio Giovinazzi | Alfa Romeo-Ferrari    | 1:12,997  | +1,759    | 37         |
| 8        | Carlos Sainz Jr.   | Ferrari               | 1:13,078  | +1,840    | 31         |
| 9        | Charles Leclerc    | Ferrari               | 1:13,099  | +1,861    | 33         |
| 10       | Kimi Räikkönen     | Alfa Romeo-Ferrari    | 1:13,355  | +2,117    | 39         |
| 11       | Lance Stroll       | Aston Martin-Mercedes | 1:13,426  | +2,188    | 41         |
| 12       | Daniel Ricciardo   | McLaren-Mercedes      | 1:13,448  | +2,210    | 25         |
| 13       | Lando Norris       | McLaren-Mercedes      | 1:13,581  | +2,343    | 23         |
| 14       | Pierre Gasly       | AlphaTauri-Honda      | 1:13,608  | +2,370    | 32         |
| 15       | George Russell     | Williams-Mercedes     | 1:13,615  | +2,377    | 24         |
| 16       | Cunoda Júki        | AlphaTauri-Honda      | 1:13,726  | +2,488    | 38         |
| 17       | Sebastian Vettel   | Aston Martin-Mercedes | 1:13,747  | +2,509    | 42         |
| 18       | Nicholas Latifi    | Williams-Mercedes     | 1:14,025  | 2,787     | 24         |
| 19       | Mick Schumacher    | Haas-Ferrari          | 1:14,066  | 2,828     | 40         |
| 20       | Nyikita Mazepin    | Haas-Ferrari          | 1:14,909  | 3,671     | 37         |

## Időmérő edzés
A são paulo-i nagydíj időmérő edzését november 12-én, pénteken futtották, magyar idő szerint 20:00-tól.
| helyezés              | rajtszám | versenyző          | csapat/motor          | 1. rész  | 2. rész  | 3. rész  | rajthely | futott kör |
| --------------------- | -------- | ------------------ | --------------------- | -------- | -------- | -------- | -------- | ---------- |
| 1                     | 33       | Max Verstappen     | Red Bull-Honda        | 1:09,329 | 1:08,499 | 1:08,372 | 1        | 17         |
| 2                     | 77       | Valtteri Bottas    | Mercedes              | 1:09,040 | 1:08,426 | 1:08,469 | 2        | 23         |
| 3                     | 11       | Sergio Pérez       | Red Bull-Honda        | 1:09,172 | 1:08,973 | 1:08,483 | 3        | 22         |
| 4                     | 10       | Pierre Gasly       | AlphaTauri-Honda      | 1:09,347 | 1:08,903 | 1:08,777 | 4        | 18         |
| 5                     | 55       | Carlos Sainz Jr.   | Ferrari               | 1:09,046 | 1:09,031 | 1:08,826 | 5        | 19         |
| 6                     | 16       | Charles Leclerc    | Ferrari               | 1:09,155 | 1:08,859 | 1:08,960 | 6        | 22         |
| 7                     | 4        | Lando Norris       | McLaren-Mercedes      | 1:09,365 | 1:09,030 | 1:08,980 | 7        | 22         |
| 8                     | 3        | Daniel Ricciardo   | McLaren-Mercedes      | 1:09,374 | 1:09,093 | 1:09,039 | 8        | 22         |
| 9                     | 14       | Fernando Alonso    | Alpine-Renault        | 1:09,391 | 1:09,137 | 1:09,113 | 9        | 19         |
| 10                    | 31       | Esteban Ocon       | Alpine-Renault        | 1:09,430 | 1:09,189 |          | 10       | 14         |
| 11                    | 5        | Sebastian Vettel   | Aston Martin-Mercedes | 1:09,451 | 1:09,399 |          | 11       | 15         |
| 12                    | 22       | Cunoda Júki        | AlphaTauri-Honda      | 1:09,350 | 1:09,483 |          | 12       | 9          |
| 13                    | 7        | Kimi Räikkönen     | Alfa Romeo-Ferrari    | 1:09,598 | 1:09,503 |          | 13       | 15         |
| 14                    | 99       | Antonio Giovinazzi | Alfa Romeo-Ferrari    | 1:09,342 | 1:10,227 |          | 14       | 14         |
| 15                    | 18       | Lance Stroll       | Aston Martin-Mercedes | 1:09,663 |          |          | 15       | 9          |
| 16                    | 6        | Nicholas Latifi    | Williams-Mercedes     | 1:09,897 |          |          | 16       | 9          |
| 17                    | 63       | George Russell     | Williams-Mercedes     | 1:09,953 |          |          | 17       | 10         |
| 18                    | 47       | Mick Schumacher    | Haas-Ferrari          | 1:10,329 |          |          | 18       | 11         |
| 19                    | 9        | Nyikita Mazepin    | Haas-Ferrari          | 1:10,589 |          |          | 19       | 10         |
| Kiz                   | 44       | Lewis Hamilton     | Mercedes              | 1:08,733 | 1:08,068 | 1:07,934 | 20[a]    | 23         |
| 107%-os idő: 1:13,544 |          |                    |                       |          |          |          |          |            |

Megjegyzés:
- ↑ a:  Lewis Hamilton autója szabálytalan hátsó szárnnyal volt felszerelve, ezért a britet kizárták az időmérőről és a sprintkvalifikációt az utolsó helyről kellett megkezdje.[4]

## Sprintkvalifikáció
A são paulo-i nagydíj sprintkvalifikációja november 13-án, szombaton rajtolt, magyar idő szerint 20:30-kor.
| helyezés | rajtszám | versenyző          | csapat/motor          | futott kör | idő/kiesés oka | rajthely   | pont |
| -------- | -------- | ------------------ | --------------------- | ---------- | -------------- | ---------- | ---- |
| 1        | 77       | Valtteri Bottas    | Mercedes              | 24         | 29:09,559      | 1          | 3    |
| 2        | 33       | Max Verstappen     | Red Bull-Honda        | 24         | +1,170         | 2          | 2    |
| 3        | 55       | Carlos Sainz Jr.   | Ferrari               | 24         | +18,723        | 3          | 1    |
| 4        | 11       | Sergio Pérez       | Red Bull-Honda        | 24         | +19,787        | 4          |      |
| 5        | 44       | Lewis Hamilton     | Mercedes              | 24         | +20,872        | 10[b]      |      |
| 6        | 4        | Lando Norris       | McLaren-Mercedes      | 24         | +22,558        | 5          |      |
| 7        | 16       | Charles Leclerc    | Ferrari               | 24         | +25,056        | 6          |      |
| 8        | 10       | Pierre Gasly       | AlphaTauri-Honda      | 24         | +34,158        | 7          |      |
| 9        | 31       | Esteban Ocon       | Alpine-Renault        | 24         | +34,632        | 8          |      |
| 10       | 5        | Sebastian Vettel   | Aston Martin-Mercedes | 24         | +34,867        | 9          |      |
| 11       | 3        | Daniel Ricciardo   | McLaren-Mercedes      | 24         | +35,869        | 11         |      |
| 12       | 14       | Fernando Alonso    | Alpine-Renault        | 24         | +36,578        | 12         |      |
| 13       | 99       | Antonio Giovinazzi | Alfa Romeo-Ferrari    | 24         | +41,880        | 13         |      |
| 14       | 18       | Lance Stroll       | Aston Martin-Mercedes | 24         | +44,037        | 14         |      |
| 15       | 22       | Cunoda Júki        | AlphaTauri-Honda      | 24         | +46,150        | 15         |      |
| 16       | 6        | Nicholas Latifi    | Williams-Mercedes     | 24         | +46,760        | 16         |      |
| 17       | 63       | George Russell     | Williams-Mercedes     | 24         | +47,739        | 17         |      |
| 18       | 7        | Kimi Räikkönen     | Alfa Romeo-Ferrari    | 24         | +50,014        | Boxutca[c] |      |
| 19       | 47       | Mick Schumacher    | Haas-Ferrari          | 24         | +1:01,680      | 18         |      |
| 20       | 9        | Nyikita Mazepin    | Haas-Ferrari          | 24         | +1:07.474      | 19         |      |

Megjegyzések:
- ↑ b:  Lewis Hamilton autójában belsőégésű-motort cseréltek, ezért 5 helyes rajtbüntetést kapott.[5]
- ↑ c:  Kimi Räikkönen a boxutcából kényszerült rajtolni, miután autóján a parc fermé ideje alatt hajtottak végre módosításokat.

## Futam
A são paulo-i nagydíj futama november 14-én, vasárnap rajtolt, magyar idő szerint 18:00-kor.
| helyezés | rajtszám | versenyző          | csapat/motor          | futott kör | idő/kiesés oka   | rajthely | pont  |
| -------- | -------- | ------------------ | --------------------- | ---------- | ---------------- | -------- | ----- |
| 1        | 44       | Lewis Hamilton     | Mercedes              | 71         | 1:32:22,851      | 10       | 25    |
| 2        | 33       | Max Verstappen     | Red Bull-Honda        | 71         | +10,496          | 2        | 18    |
| 3        | 77       | Valtteri Bottas    | Mercedes              | 71         | +13,576          | 1        | 15    |
| 4        | 11       | Sergio Pérez       | Red Bull-Honda        | 71         | +39,940          | 4        | 13[d] |
| 5        | 16       | Charles Leclerc    | Ferrari               | 71         | +49,517          | 6        | 10    |
| 6        | 55       | Carlos Sainz Jr.   | Ferrari               | 71         | +51,820          | 3        | 8     |
| 7        | 10       | Pierre Gasly       | AlphaTauri-Honda      | 70         | +1 kör           | 7        | 6     |
| 8        | 31       | Esteban Ocon       | Alpine-Renault        | 70         | +1 kör           | 8        | 4     |
| 9        | 14       | Fernando Alonso    | Alpine-Renault        | 70         | +1 kör           | 12       | 2     |
| 10       | 4        | Lando Norris       | McLaren-Mercedes      | 70         | +1 kör           | 5        | 1     |
| 11       | 5        | Sebastian Vettel   | Aston Martin-Mercedes | 70         | +1 kör           | 9        |       |
| 12       | 7        | Kimi Räikkönen     | Alfa Romeo-Ferrari    | 70         | +1 kör           | boxutca  |       |
| 13       | 63       | George Russell     | Williams-Mercedes     | 70         | +1 kör           | 17       |       |
| 14       | 99       | Antonio Giovinazzi | Alfa Romeo-Ferrari    | 70         | +1 kör           | 13       |       |
| 15       | 22       | Cunoda Júki        | AlphaTauri-Honda      | 70         | +1 kör           | 15       |       |
| 16       | 6        | Nicholas Latifi    | Williams-Mercedes     | 70         | +1 kör           | 16       |       |
| 17       | 9        | Nyikita Mazepin    | Haas-Ferrari          | 69         | +2 kör           | 19       |       |
| 18       | 47       | Mick Schumacher    | Haas-Ferrari          | 69         | +2 kör           | 18       |       |
| Ki       | 3        | Daniel Ricciardo   | McLaren-Mercedes      | 49         | erőforrás        | 11       |       |
| Ki       | 18       | Lance Stroll       | Aston Martin-Mercedes | 47         | baleseti sérülés | 14       |       |

Megjegyzés:
- ↑ d:  Sergio Pérez a helyezéséért járó pontok mellett a versenyben futott leggyorsabb körért további 1 pontot szerzett.

## A világbajnokság állása a verseny után
| H   | Versenyzők       | Pont  | H   | Konstruktőrök         | Pont  |
| --- | ---------------- | ----- | --- | --------------------- | ----- |
| 1.  | Max Verstappen   | 332,5 | 1.  | Mercedes              | 521,5 |
| 2.  | Lewis Hamilton   | 318,5 | 2.  | Red Bull-Honda        | 510,5 |
| 3.  | Valtteri Bottas  | 203   | 3.  | Ferrari               | 287,5 |
| 4.  | Sergio Pérez     | 178   | 4.  | McLaren-Mercedes      | 256   |
| 5.  | Lando Norris     | 151   | 5.  | Alpine-Renault        | 112   |
| 6.  | Charles Leclerc  | 148   | 6.  | AlphaTauri-Honda      | 112   |
| 7.  | Carlos Sainz Jr. | 139,5 | 7.  | Aston Martin-Mercedes | 68    |
| 8.  | Daniel Ricciardo | 105   | 8.  | Williams-Mercedes     | 23    |
| 9.  | Pierre Gasly     | 92    | 9.  | Alfa Romeo-Ferrari    | 11    |
| 10. | Fernando Alonso  | 62    | 10. | Haas-Ferrari          | 0     |

(A teljes táblázat)

## Statisztikák
- Vezető helyen:
  - Max Verstappen 52 kör (1–27, 31–40 és 44–58)
  - Lewis Hamilton 16 kör (41–43 és 59–71)
  - Valtteri Bottas 2 kör (29–30)
  - Sergio Pérez 1 kör (28)
- Valtteri Bottas 20. pole-pozíciója.
- Lewis Hamilton 101. győzelme.
- Sergio Pérez 6. versenyben futott leggyorsabb köre.
- Lewis Hamilton 179., Max Verstappen 57., és Valtteri Bottas 67. dobogós helyezése.